# Gelbstirn-Bartvogel
Der Gelbstirn-Bartvogel (Pogoniulus chrysoconus), auch Gelbstirn-Zwergbärtling genannt, ist eine Vogelart aus der Familie der Afrikanischen Bartvögel und wird innerhalb dieser Familie der Gattung der Zwergbärtlinge zugerechnet. Die Art kommt in Afrika beiderseits des Äquators vor und hat gemeinsam mit dem Gelbbüschel-Zwergbärtling das größte Verbreitungsgebiet unter den Zwergbärtlingen. Der Gelbstirn-Bartvogel kommt außerdem in Afrika am weitesten im Norden vor.
Die IUCN stuft den Gelbstirn-Bartvogel als nicht gefährdet (least concern) ein. Es werden mehrere Unterarten unterschieden. 

## Erscheinungsbild
Die Männchen der Nominatform haben eine Flügellänge von 5,5 bis 6,3 Zentimeter. Der Schwanz misst zwischen 2,8 und 3,4 Zentimeter. Der Schnabel erreicht eine Länge von 1,1 bis 1,3 Zentimeter. Weibchen haben ähnliche Maße. Es besteht kein auffälliger Sexualdimorphismus. Das Gewicht von Gelbstirn-Bartvögel beträgt zwischen 11 und 17 Gramm.
Männchen und Weibchen haben eine gelbe bis goldgelb und bei einigen Individuen sogar orangefarbene Stirn. Zwischen Stirn und Schnabelbasis verläuft ein schmaler schwarzer und ein schmaler weißer Streif. Das schwarze Gesicht ist von drei weißen Streifen unterbrochen, von denen einer über dem Auge verläuft, einer vom hinteren Auge bis zum Nacken und ein dritter von der Schnabelbasis zu den Schultern verläuft. Die Körperoberseite ist schwarz mit gelbweißen Längsstreifen. Der Bürzel ist blassgelb, die Oberschwanzdecken sind gelb mit feinen schwarzen Streifen. Die Steuerfedern sind auf der Oberseite schwarzbraun und weisen gelbe bis weiße Säume auf. Auf der Unterseite sind die Steuerfedern matter mit weißen Federschäften. Kinn, Kehle, Brust und Brustseiten sind zitronengelb, der Bauch bis zu den Unterschwanzdecken hellt dieses Gelb zu einem Weißgelb auf.
Der schwarzbraune bis grauschwarze Schnabel ist kräftig und läuft spitz aus. Die unbefiederte Haut rund um die Augen ist grau, die Augen sind braun. Die Beine und Füße sind grauschwarz.
Verwechslungsmöglichkeiten bestehen nur mit dem Feuerstirn-Bartvogel, der aber anhand seiner roten Stirn vom Gelbstirn-Bartvogel unterschieden werden kann. Anhand der Lautäußerungen können die Arten dagegen nicht unterschieden werden.

## Verbreitungsgebiet
Das Verbreitungsgebiet des Gelbstirn-Bartvogel reicht vom Südwesten Mauretaniens, Senegal und Gambia bis in den Tschad, den Sudan und Äthiopien. Die Art kommt außerdem in Ghana, Kamerun, der Zentralafrikanischen Republik, Uganda, Kenia, der Demokratischen Republik Kongo, Ruanda, Burundi, im Westen Tansanias, im Norden Namibias und Botswanas, dem Transvaal, im Nordosten der südafrikanischen Kapprovinz und im Süden Mosambiks vor. Grundsätzlich ist der Gelbstirn-Bartvogel unterhalb von Höhenlagen von 1.500 Metern anzutreffen. In Malawi kommt er aber auch noch auf 1.800 Metern und in Äthiopien sogar auf 3.000 Meter über NN vor.

## Lebensweise
Der Gelbstirn-Bartvogel ist eine sehr anpassungsfähige Art und besiedelt von trockenem Buschland in Westafrika bis zu immergrünen Bergwäldern in Äthiopien eine Reihe sehr unterschiedlicher Lebensräume vor. Grundsätzlich lebt der Gelbstirn-Bartvogel einzelgängerisch. Sein Nahrungsspektrum besteht überwiegend aus Früchten sowie in weit geringerem Maße auch aus Insekten. Insekten werden gelegentlich im Flug gefangen. Der Gelbstirn-Bartvogel ist grundsätzlich eine sehr aggressive Vogelart, die auf die Lautäußerungen anderer Afrikanischer Bartvögel reagiert. Die Reviere werden durch Gesang angezeigt, die Reviergröße ist nicht genau bekannt, beträgt aber möglicherweise lediglich zwei oder drei Hektar.
Der Gelbstirn-Bartvogel ist ein Höhlenbrüter, der seine Nisthöhlen in tote Bäume hackt. Die Nisthöhlen befinden sich in der Regel zwei bis fünf Meter oberhalb des Erdbodens. Der Eingang hat einen Durchmesser von etwa zwei Zentimeter. Die Gelege umfassen zwei bis drei Eier. Die Brutzeit wird auf zwölf Tage und die Nestlingszeit auf etwa drei Wochen geschätzt. Beide Elternvögel sind an der Fütterung der Nestlinge beteiligt. Ansonsten ist über die Fortpflanzungsbiologie dieser Art wenig bekannt.

## Belege